# André-Louis Debierne
André-Louis Debierne, né à Paris 20e le 14 juillet 1874 et mort à  Paris 5e le 31 août 1949, est un chimiste français, découvreur de l'actinium.

## Biographie

### Origine familiale et études
Fils d'un architecte, André Debierne fait des études à l'École primaire supérieure Lavoisier, puis à l'École municipale de physique et de chimie industrielles de la ville de Paris (1890-1893), où il a comme camarade de promotion Georges Urbain, futur découvreur du lutécium, et enfin à la faculté des sciences de Paris, où il obtient la licence ès sciences physiques en 1895.

### Carrière académique
Il devient ensuite préparateur, avec Georges Urbain, auprès de la chaire de chimie organique de la faculté occupée par Charles Friedel jusqu'en 1899 puis par Albin Haller. Il enseigne également, en remplacement d'Urbain, à l'École alsacienne (1901-1905) et à l'École municipale de physique et de chimie industrielles de la ville de Paris en tant que chef des travaux pratiques de thermodynamique et chimie-physique (1904-1905). Il effectue des travaux de recherche de chimie organique au laboratoire de Friedel puis, après la mort de celui-ci, il rejoint le laboratoire de chimie-physique de Jean Perrin et y étudie la pechblende fournie par les époux Curie de l'École municipale de physique et de chimie industrielles de la ville de Paris.
C'est ainsi qu'il découvre un corps radioactif nouveau, l'actinium (Compte-rendu de l'Académie des sciences, 23 octobre 1899). Il devient rapidement un des plus proches collaborateurs de Pierre et Marie Curie, et un ami personnel de la famille Curie. En 1904, Georges Urbain le rejoint au laboratoire de Perrin. Boursier de l'École pratique des hautes études, il montre en 1905 que l'actinium, comme le radium, forme de l'hélium lors de sa désintégration, ce qui permettra à Ernest Rutherford de comprendre la radioactivité α.
Après la mort de Pierre Curie, Debierne est nommé le 1er mai 1906 chef de travaux auprès de la chaire de physique générale et radioactivité, en remplacement de Marie Curie qui deviendra titulaire de la chaire, et rejoint alors le laboratoire de l'annexe de la faculté, 12 rue Cuvier.
Il isole en 1910 du radium métallique pur avec Marie Curie. En 1912 il s'installe au nouveau laboratoire Curie de l'Institut du radium. En 1914, il obtient le doctorat ès sciences physiques devant la faculté des sciences de l'université de Paris. Il est nommé maître de conférences pour le certificat de chimie-physique et radioactivité le 16 mars 1925 (Fernand Holweck prenant sa place de chef de travaux) et obtient le titre de professeur sans chaire le 1er janvier 1927.
Après la mort de Marie Curie, il lui succède comme titulaire de la chaire de physique générale et radioactivité et directeur de l'Institut du radium (1er janvier 1935) (Frédéric Joliot-Curie obtenant sa maîtrise de conférences), avec Sonia Cotelle comme assistante, jusqu'à sa mise à la retraite le 30 septembre 1946 et son remplacement par Irène Joliot-Curie.
Entre 1912 et 1939, il fut également chargé des cours de physique générale et de thermodynamique à l'École municipale de physique et de chimie industrielles de la ville de Paris.

## Publications
- Sur la radioactivité, Bulletin de la Société chimique de France, 1908.
- Les transformations radioactives, Paris, Gauthier-Villars, 1913.
- Les idées modernes sur la constitution de la matière, Paris, Gauthier-Villars, 1913.
- Recherches sur les phénomènes de radioactivité, Paris, Gauthier-Villars, 1914.
- Radioactivité : décharge dans les gaz, École supérieure d'électricité, 1921-1922.
- Radioactivité, exposés publiés sous la direction d'André Debierne, Paris, 1937.
- Radium et radioactivité, par Gaston Dupuy, préface d'André Debierne, Presses universitaires de France, 1941.
- Matières plastiques : procédés de transformation, Paris, Presses documentaires, 1956.
- Actions chimiques et biologiques des radiations, Paris, Masson, 1961.